# حوزه علمیه
حوزه علمیه نهادی آموزشی-مذهبی در ادیان مختلف برای آموزش افراد در زمینه علوم دینی و آماده‌سازی آنان برای دریافت مقامی مذهبی با عنوان روحانی می‌باشد.

## در اسلام
در حوزه‌های علمیه اسلامی علوم اسلامی تدریس می‌شود. در حوزه‌های علمیه شیعه، درس‌هایی همچون ادبیات عرب (صرف، نحو، معانی، بیان، بدیع و لغت؛ برای استفاده درست از قرآن و احادیث که منابع دین اسلام هستند)، فقه، اصول فقه، منطق ارسطویی (برای برداشت‌های علمی درست از منابع اسلامی) و فلسفه اسلامی (معمولا در حوزه‌های شیعه، بیشتر فلسفه می‌خوانند و حوزه‌های اهل‌سنت غالباً مخالف فلسفه هستند) و نیز دروس جانبی‌ای همچون کلام اسلامی (عقاید اسلامی و اصول دین)، علوم حدیث، علوم قرآن، رجال، درایه، تاریخ اسلام، تجوید قرآن، تفسیر قرآن، اخلاق اسلامی و نهج‌البلاغه خوانده می‌شود.